# روزهای گذشته آینده
روزهای گذشته آینده یک مجموعه داستان در مارول کامیکس که ماجرای آن در شماره‌های ۱۴۱–۱۴۲ مردان-ایکس غیرطبیعی اتفاق میفتد که در سال ۱۹۸۱ منتشر شده‌است. در آینده یک زندگی ویران‌شهر است که در آن جهش یافته‌ها در اردوگاه‌های توقیف زندانی هستند. کیت پراید بالغ ذهن خود را به درون بدن جوانی خود یعنی کیتی پراید گذشته منتقل می‌کند، که مردان ایکس را برای روزی که پتانسیل ضد جهش یافته آغاز شد، آماده کند
این داستان در زمان افزایش فرنچایز تحت نظارت تیم نویسنده / تصویرگران کریس کلیرمونت، جان بیرن و تری آستین ساخته شد. آینده تاریکی که در داستان دیده می‌شود بارها مورد بازبینی قرار گرفته و پایه و اساس فیلم بلند سینمایی ۲۰۱۴ مردان ایکس: روزهای گذشته آینده است که در آن زمان ولورین به گذشته می‌رود. در سال ۲۰۰۱، طرفداران اولین شماره این داستان را به عنوان بیست و پنجمین کمیک فوق‌العاده مارول انتخاب کردند.
دفترچه راهنمای رسمی جهان مارول: جهان‌های متناوب ۲۰۰۵ نام عددی را برای جدول زمانی اصلی «روزهای گذشته آینده» با عنوان زمین-۸۱۱ در مارول مولتی ورس ارائه داد.

## داستان
خط زمانی مجموعه داستان بین سالهای کنونی ۱۹۸۰ و سال آینده ۲۰۱۳ تغییر می‌کند. در آینده ، سنتینل‌ها بر ایالات متحدهٔ ویران شهر حکومت می‌کنند، و جهش یافته‌ها را شکار می‌کنند و در اردوگاه‌های توقیف زندانی می‌کنند. پس از فتح آمریکای شمالی و شکار همه جهش‌ها و ابرانسان‌های دیگر ، سنتینل‌ها توجه خود را به سایر نقاط جهان جلب می‌کنند. در آستانه یک هولوکاست هسته‌ای، مردان ایکس باقی‌مانده، در حالی که تلاش ناامید کننده ای برای متوقف کردن سنتینل‌ها انجام داده‌اند، ذهن کیتی پراید را به مرور زمان به گذشته می‌فرستند، تا بتواند با بدن جوان خود جلوی میستیک را برای ترور سناتور رابرت کلی یکی از اعضای انجمن جهش‌یافتگان شرور بگیرد.
کیتی با درمیان گذاشتن با مردان ایکس گذشته، موفق می‌شوند جلوی میستیک را بگیرند و کیتی مأموریت خودرا انجام داده و به آینده بازمی‌گردد، در حالی که خود امروزی او هیچ خاطره ای را از این اتفاق به یاد نمی‌آورد. دنیای ۲۰۱۳ دوباره در این قوس داستانی نشان داده شده‌است. درآینده کیتی می‌بیند که همه چیز تغییر کرده که از دو حالت خارج نیست یا جلوی آینده ویران شهررا گرفته یا به تأخیر انداخته اش.

## زمینه و آفرینش
جان بیرن داستان «روزهای گذشته آینده» را ترسیم کرد، زیرا می‌خواست داستانی با حضور سنتینل‌ها بنویسد و همکارش کریس کلیرمونت علاقه عجیبی به مطرح کردن این کمیک داشت.
سالها بعد، بیرن گفت فهمیده که او به‌طور ناخودآگاه «نکته اصلی» داستان را از قسمتی از سریال دکتر هو ۱۹۷۲ قرض گرفته‌است.